# Romanovo (Kaliningrado)
Romanovo (en ruso: Романово), conocida de manera oficial hasta 1946 como Pobethen (en alemán: Pobethen, en lituano: Pabėtai) es una localidad rural situada en el oeste del distrito de Zelenogradsk en el óblast de Kaliningrado, Rusia.

## Geografía
Romanovo está ubicado en la región histórica de Prusia Oriental, a 25 kilómetros al noroeste de Kaliningrado y 9 kilómetros al sureste de Pionerski.

## Historia
El lugar anteriormente conocido como Pobethen es un antiguo pueblo de la iglesia y también fue una propiedad durante mucho tiempo. El área fue colonizada por pueblos bálticos ya en la Edad del Bronce. En el antiguo Hannchenberg probablemente hubo una fortificación prusia. 
El lugar se mencionó por primera vez en 1258 y el origen de su nombre es la palabra del prusiano antiguo Pabētē. En 1260, durante el levantamiento prusiano, el foco de la resistencia de Sambia estaba aquí, que se rompió en la batalla de Pobethen con la resistencia masiva de los Hermanos Livonios de la Espada. El lugar siguió siendo un lugar problemático durante mucho tiempo después, y la lengua y la religión prusiana sobrevivieron aquí durante un tiempo particularmente largo.
Después de Pillau y Fischhausen, Pobethen se convirtió en lo que alguna vez fue la ciudad más importante de Sambia. Aquí había un Krüger ya en 1479, al que incluso se le permitió producir brandy hasta el siglo XVII.
El 13 de junio de 1874, Pobethen se convirtió en la sede de un distrito administrativo recién establecido que existió hasta 1945 y perteneció al distrito de Fischhausen (distrito de Sambia de 1939 a 1945) en la provincia prusiana de Prusia Oriental. En 1910, 857 personas vivían en el pueblo de Pobethen y 190 en el distrito de Pobethen. Ambos distritos se unieron el 30 de septiembre de 1928 para formar la nueva comunidad rural de Pobethen, al mismo tiempo se incorporó la comunidad rural de Diewens (que hoy ya no existe). En 1933 había 1119, en 1939 ya 1359 habitantes.
Como resultado de la Segunda Guerra Mundial, el norte de Prusia Oriental, y con ella Pobethen, pasó a formar parte de la Unión Soviética. El lugar recibió el nombre ruso de Romanovo en honor al Héroe de la Unión Soviética Piotr Romanov en 1946 y también fue asignado raión de Primorsk.

## Demografía
En 1910 la localidad contaba con 1047 residentes y el número alcanzaba los 1359 en 1939. En el pasado la mayoría de la población estaba compuesta por alemanes, pero tras el fin de la Segunda Guerra Mundial fueron expulsados a Alemania y se repobló con rusos.
| Gráfica de evolución de Romanovo entre 1910 y 2010 |
|                                                    |

## Economía
Antes del colapso de la Unión Soviética, la economía del pueblo se basaba en la producción y procesamiento de productos agrícolas, con una granja colectiva que se dedicaba al cultivo de patatas y la producción de productos lácteos.
No muy lejos de Romanovo hay un gran depósito de sal, una parte importante de la cual se planea exportar a los países bálticos, Finlandia, Suecia, que tradicionalmente importan sal. Cerca del pueblo de Romanovo hay un sitio con un alto contenido de ámbar. En el Mar Báltico hay una plataforma de producción de petróleo en el campo Kravtsovskoye y se está construyendo una instalación de almacenamiento subterráneo en las cercanías de Romanovo.

## Infraestructura

### Arquitectura y monumentos
La iglesia de Pobethen fue construida en el siglo XIV como un edificio de piedra con un marco de cantos rodados y todavía algún fresco. En el siglo XVII se instaló un órgano, que en 1766 restaurado por Adam Gottlob Casparini. Después de la Segunda Guerra Mundial, se convirtió en un almacén de granja colectiva. Actualmente está sin techo y solo quedan las paredes.
En 1262, el Landmeister prusiano Helmerich von Rechenberg hizo construir la "Casa Pobethen" en un promontorio en el estanque del molino al noroeste de Pobethen que fue destruido durante una invasión lituana en 1283 y 1289. Pronto fue reconstruido, esta vez en piedra, y de nuevo destruido en 1525 en el levantamiento campesino de Hans Gericke y no fue reconstruido. En 1912, el municipio comenzó a extraer material para la construcción de carreteras de partes individuales de las ruinas y sólo se logró salvar los cimientos del edificio principal.
Ya había una escuela en Pobethen en el momento de la Reforma y el rey Federico Guillermo I se encargó de su construcción a principios del siglo XVIII. Alrededor de 1900, la escuela de Pobethen tenía seis clases. La escuela de Romanov se reestableció en 1946 como escuela primaria y en 1955 recibió el estatus de escuela secundaria. El pueblo cuenta con un jardín de infancia y una Casa de la Cultura.

### Transporte
La conexión con la red viaria se realiza a través de la carretera nacional A192. Una carretera principal conduce al norte desde Romanovo hasta la carretera de circunvalación costera de Primorsk. Romanovo tiene una estación de ferrocarril en la línea férrea Kaliningrado-Svetlogorsk (Königsberg-Rauschen), la antigua Samlandbahn. 

## Galería

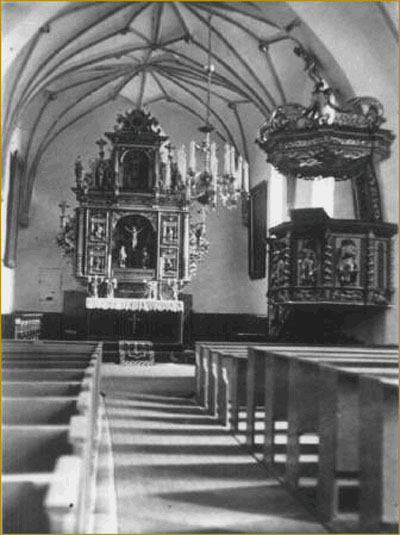
Interior de la iglesia de Pobethen en 1891
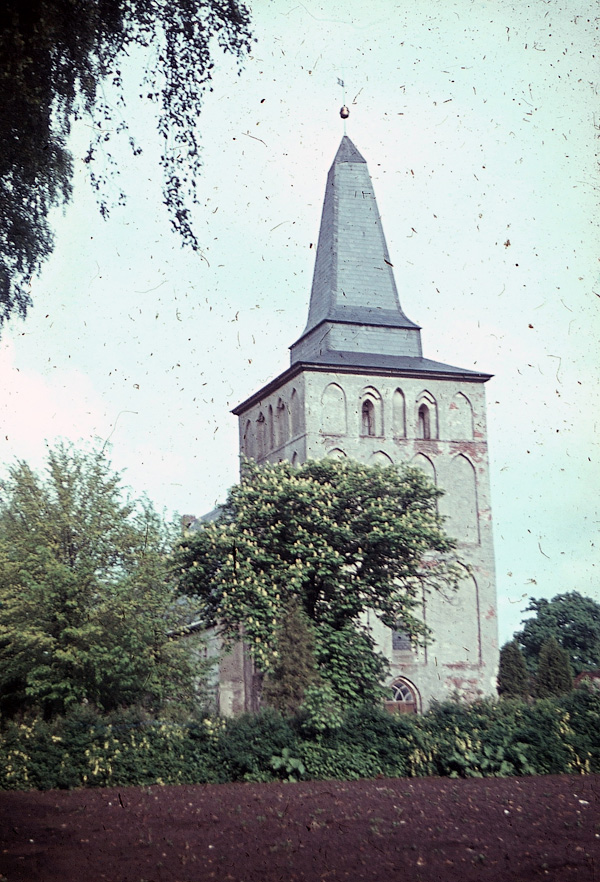
Antigua torre de la iglesia de Pobethen (1920)